# 马场站 (贵州)
马场站是位于中华人民共和国贵州省安顺市平坝区马场镇的一个铁路车站，建于1960年，有沪昆铁路经过该站，现办理客货运业务，车站及其上下行区间均已电气化。车站距离贵阳站43公里、距昆明站596公里，隶属中国铁路成都局集团贵阳车务段，是四等站。